# Szybki Buggy
Szybki Buggy (ang. Speed Buggy) – serial animowany wyprodukowany w 1973 roku przez wytwórnię Hanna-Barbera. Opowiada o przygodach trójki nastolatków i ich mówiącego samochodu – Szybkiego Buggy'ego. Ekipa Tinkera, Marka i Debbie wystąpiła również w jednym z odcinków serialu Nowy Scooby Doo, w odcinku Międzystanowe finały detektywów serialu Scooby Doo i Brygada Detektywów oraz w odcinku Złoto dla żołnierzy serialu Scooby Doo i... zgadnij kto?. 

## Spis odcinków
1. Speed Buggy Went That-A-Way
2. Speed Buggy's Daring Escapade
3. Taggert's Trophy
4. Speed Buggy Falls in Love
5. Kingzilla
6. Professor Snow and Madam Ice
7. Out of Sight
8. Gold Fever
9. Island of the Giant Plants
10. Soundmaster
11. The Ringmaster
12. The Incredible Changing Man
13. Secret Safari
14. Oils Well That Ends Well
15. The Hidden Valley of Amazonia
16. Captain Schemo and the Underwater City